# Classe Impavido
Pour les articles homonymes, voir Impavido.
La classe Impavido est la deuxième classe de destroyers italiens construite après-guerre pour la marine de guerre italienne.  

C'est aussi la première classe de destroyers lance-missiles avec une plateforme arrière pour hélicoptère.

## Histoire
Ces deux destroyers sont basés sur ceux de classe Impetuoso équipés de matériel américain au niveau de la machinerie, de l'armement et de radar, similaire à la classe américaine Charles F. Adams.

Elle est équipée d'un lanceur Mk-13 de missile mer-air (SAM)
RIM-24 Tartar guidé par radar, de la société américaine General Dynamics (Convair).

## Unités
| N° coque | Nom       | Chantier             | Lancement       | Service effectif | Fin de service |
| -------- | --------- | -------------------- | --------------- | ---------------- | -------------- |
| D 570    | Impavido  | Riva Trigoso à Gênes | 25 mai 1962     | 16 novembre 1963 | 1992           |
| D 571    | Intrepido | Ansaldo à Livourne   | 21 octobre 1962 | 28 juillet 1964  | 1991           |